# Анастасіас Софіанідіс
Анастасіас Софіанідіс (грец. Αναστάσιος Σοφιανίδης; нар. 20 квітня 1969, Салоніки, Греція) — грецький борець греко-римського стилю, срібний призер чемпіонату Європи, чемпіон Середземноморських ігор.

## Життєпис
Боротьбою почав займатися з 1986 року.
Виступав за борцівський клуб «Олімпіакос» Салоніки. Тренер — Дімітріос Морайтіс, Хараламбос Холідіс, Георгіос Танопулос.

## Спортивні результати на міжнародних змаганнях

### Виступи на Чемпіонатах світу
| Змагання                        | Збірна | Вагова категорія                  | Місце |
| ------------------------------- | ------ | --------------------------------- | ----- |
| Чемпіонат світу з боротьби 1997 | Греція | греко-римська боротьба, до 130 кг | 16    |
| Чемпіонат світу з боротьби 1999 | Греція | греко-римська боротьба, до 130 кг | 13    |

### Виступи на Чемпіонатах Європи
| Змагання                         | Збірна | Вагова категорія                  | Місце  |
| -------------------------------- | ------ | --------------------------------- | ------ |
| Чемпіонат Європи з боротьби 1999 | Греція | греко-римська боротьба, до 130 кг | Срібло |
| Чемпіонат Європи з боротьби 2000 | Греція | греко-римська боротьба, до 130 кг | 8      |

### Виступи на Кубках світу
| Змагання                    | Збірна | Вагова категорія                  | Місце |
| --------------------------- | ------ | --------------------------------- | ----- |
| Кубок світу з боротьби 1988 | Греція | греко-римська боротьба, до 130 кг | 4     |

### Виступи на інших змаганнях
| Змагання                                                             | Збірна | Вагова категорія                  | Місце  |
| -------------------------------------------------------------------- | ------ | --------------------------------- | ------ |
| Турнір Акрополіса 1990                                               | Греція | греко-римська боротьба, до 100 кг | 4      |
| Середземноморські ігри 1997                                          | Греція | греко-римська боротьба, до 125 кг | Золото |
| Гран-прі Німеччини з боротьби 1998                                   | Греція | греко-римська боротьба, до 130 кг | 5      |
| Олімпійський кваліфікаційний турнір з боротьби 2000 (Фаенца)         | Греція | греко-римська боротьба, до 130 кг | 9      |
| Олімпійський кваліфікаційний турнір з боротьби 2000 (Клермон-Ферран) | Греція | греко-римська боротьба, до 130 кг | 17     |
| Олімпійський кваліфікаційний турнір з боротьби 2000 (Ташкент)        | Греція | греко-римська боротьба, до 130 кг | 9      |

### Виступи на змаганнях молодших вікових груп
| Змагання                                 | Збірна | Вагова категорія                  | Місце |
| ---------------------------------------- | ------ | --------------------------------- | ----- |
| Кубок світу з боротьби серед молоді 1988 | Греція | греко-римська боротьба, до 100 кг | 4     |